# Steig aus bei 43000
Steig aus bei 43000 (Originaltitel: Bailout at 43,000) ist ein US-amerikanischer Spielfilm in Schwarzweiß aus dem Jahr 1956 von Francis D. Lyon. Das Drehbuch verfasste Paul Monash. Die Hauptrollen sind mit John Payne, Karen Steele, Paul Kelly und Richard Eyer, dem damaligen Kinderstar des amerikanischen Films, besetzt. Ins Kino kam das Werk erstmals im Mai 1957 in den Vereinigten Staaten. In der Bundesrepublik Deutschland konnte man den Film ab 30. Oktober 1957 auf der Leinwand sehen.

## Handlung
Sechs Männer sind dabei, einen neuen Schleudersitz für die Luftwaffe zu entwickeln und auch zu testen: der Arzt Irving Goldman, der deutschstämmige Ingenieur Franz Reinach, Major Paul Peterson, Captain Michael Cavallero, Leutnant Edward Simmons und Colonel William Hughes, der Chef der Gruppe. Dieser ordnet an, dass Cavallero anderentags zuerst als Testperson eingesetzt werden soll. Sollte ihm etwas zustoßen, komme als nächster Simmons in Frage. Darüber ärgert sich Peterson, weil er glaubt, der Colonel vertraue ihm nicht mehr.
Als Peterson seiner Frau zu erklären versucht, warum er nicht als Testperson eingesetzt werden soll, verspürt er auf einmal eine gewisse Erleichterung darüber, dass Hughes ihn von dieser gefährlichen Aufgabe befreit hat. Aber Carol Peterson, die sich schon immer gegen die Unternehmungen ihres Mannes gewehrt hat, bemerkt auch seine Unentschlossenheit und Unsicherheit. Und da ist auch noch der kleine Sohn Kit, der seinen Vater schon als großen Helden sah, und nun mit seiner endlosen Fragerei die Stimmung im Hause Peterson auch nicht hebt.
Tags darauf zieht sich Cavallero bei dem Test eine schwere Rückenverletzung zu, weil sein Fallschirm sich zu früh geöffnet hatte. Simmons glaubt nun, Franz Reinach sei schuld an der Misere, aber der behauptet, Cavallero müsse in Panik geraten sein und habe infolgedessen die Reißleine zu früh gezogen. Wie ein Blitz aus heiterem Himmel erkrankt Simmons an einer Blinddarmentzündung, die eine sofortige Operation erfordert. Jetzt bleibt für den Test nur noch Peterson übrig. In der Nacht vor dem Versuch wird er von schlimmen Albträumen geplagt. Carol fühlt, dass mit ihm etwas nicht stimmt. Heimlich schleicht sie aus dem Haus und sucht den Colonel auf. Sie bittet ihn, ihren Mann von der Aufgabe zu entbinden. Hughes aber meint nur, Peterson müsse dies selbst entscheiden.
Als Peterson am nächsten Tag zum Flughafen kommt, trifft er seinen Vorgesetzten bereits im Schleudersitz an. Er bittet ihn, ihn das Experiment durchführen zu lassen; andernfalls verlöre er die Achtung vor sich selbst. Hughes erfüllt ihm die Bitte. Als der Flieger die Höhe von 43.000 Fuß erreicht hat, wird Petersons Schleudersitz ausgeklinkt. Nach einem Fall von sechs Meilen öffnet sich der Fallschirm. Der Test war erfolgreich. Auf dem Flughafen wird Peterson voller Stolz von seiner Frau und Sohn Kit empfangen.

## Kritik
Das Lexikon des Internationalen Films zieht folgendes Fazit: „Mittelmäßiger, aber verhältnismäßig sachlich inszenierter Actionfilm mit patriotischem Tenor.“

## Quelle
- Programm zum Film: Das Neue Film-Programm, erschienen im gleichnamigen Verlag in Mannheim, ohne Nummernangabe